# Krasnyje Czetai
Krasnyje Czetai (ros. Красные Четаи) – wieś (sieło) w Rosji, w Czuwaszji, ośrodek administracyjny rejonu krasnoczetajskiego. W 2010 liczyła 2623 mieszkańców.